# Röllingens naturreservat
Röllingens naturreservat är ett naturreservat som omfattar ön Röllingen i Enköpings kommun i Uppsala län.
Området är naturskyddat sedan 1992 och är 165 hektar stort. Reservatet består av gamla barrträd och lövträd som ek, lind och asp.
På Röllingen finns den enda kända växtplatsen i världen för svampen jordstjärnstryffel, som senast sågs 2007.